# Cortodera differens
Cortodera differens är en skalbaggsart som beskrevs av Maurice Pic 1898. Cortodera differens ingår i släktet Cortodera och familjen långhorningar. Inga underarter finns listade i Catalogue of Life.